# Secret Voyage
Secret Voyage är Blackmore's Night sjunde studioalbum. Det gavs ut i Sverige den 25 juni 2008. 

## Låtlista
1. God Save The Keg
2. Locked Within The Crystal Ball
3. Gilded Cage
4. Toast To Tomorrow
5. Prince Waldeck's Galliard
6. Rainbow Eyes (Rainbow-cover)
7. The Circle
8. Sister Gypsy
9. Can't Help Falling In Love (Elvis Presley-cover)
10. Peasant's Promise
11. Far Far Away
12. Empty Words